# Les Anarchistes
Les Anarchistes è un progetto musicale intrapreso nel 2001 da Nicola Toscano e Max Guerrero insieme ad alcuni musicisti e cantanti provenienti dal nord della Toscana e dal sud della Liguria, in particolare dalla città di Carrara.

## Storia del gruppo
Il nome del gruppo, che riprende il nome dal titolo della canzone di Léo Ferré, enuncia in modo esplicito il tema fondamentale dei testi delle canzoni, ovvero l'anarchia, declinata innanzitutto e perlopiù attraverso la rivisitazione dei canti popolari della tradizione anarchica locale e nazionale.
Sin dal debutto discografico, avvenuto nel 2002 con l'album Figli di origine oscura, i Les Anarchistes si affermano fra le migliori novità del panorama musicale italiano, in particolare ottenendo il premio Ciampi 2002 per il miglior album d'esordio, ed eseguendo concerti in tutta Italia.
È del 2005 invece, il secondo album del gruppo, La musica nelle strade!, realizzato in parte all'interno del carcere di Volterra con La Compagnia della Fortezza diretta da Armando Punzo, accompagnato da un libretto dal titolo "La musica nelle strade Canti di libertà nell'era della biopolitica" scritto da Marco Rovelli, cantante e autore del gruppo, che espone in chiave saggistica e filosofica il percorso concettuale dell'album, ovvero i luoghi di reclusione come metafora della società odierna. Nel carcere di Volterra viene realizzato anche il video/arte Muss es sein, Music! su l'intenso brano di Léo Ferré Muss es sein ? Es muss sein ! con la regia di Antonia Moro,
Ai due album del gruppo hanno preso parte, fra gli altri, Raiz, Antonello Salis, Giovanna Marini, Moni Ovadia, Blaine L. Reininger dei Tuxedomoon, Erri De Luca, Petra Magoni, Steve Conte, Lucariello, Mauro Avanzini e altri importanti artisti.
Dal 2007 Marco Rovelli lascia il gruppo e viene sostituito dalla cantante Cristina Alioto, la quale a sua volta lascia il gruppo nel 2009.
Con la nuova formazione nel 2008 incidono l'album Pietro Gori, un tributo  al pensatore e poeta anarchico Pietro Gori.
Nel 2010 incidono il brano La Follia, con l'attore e regista Pippo Delbono. Tale brano viene inserito nel film "Amore Carne" dello stesso Delbono, presentato in concorso nella sezione Orizzonti, alla Mostra Internazionale del Cinema di Venezia 2011. 
Nella colonna sonora oltre a Les Anarchistes, sono inserite musiche originali di Laurie Anderson, Michael Galasso e Alexander Bălănescu.
Il 30 maggio 2017 Nicola Toscano muore per un'emorragia cerebrale.
Il 21 agosto 2021  Alessandro Danelli, voce del gruppo, perde la vita in un incidente con lo scooter all'Isola d'Elba.

## Componenti
Componenti dei Les Anarchistes sono stati:
- Nicola Toscano, chitarre
- Max Guerrero, tastiere e sintetizzatori
- Alessandro Danelli, voce
- Marco Rovelli, voce
- Cristina Alioto, voce
- Mauro Avanzini, sax
- Edoardo Marraffa, sax
- Lauro Rossi, trombone
- Gianfranco Antuono, basso
- Pietro Bertilorenzi, basso
- Mirko Sabatini, batteria

## Discografia

### Album
- 2002 - Figli di origine oscura (Storie di note, SDN 026)
- 2005 - La musica nelle strade! (Storie di note, SDN 046)
- 2008 - Pietro Gori (La Voce Umana)